# Jeison Estupiñán
Jeison Estupiñán (Cali, Valle del Cauca, Colombia; 13 de agosto de 1995) es un futbolista Colombiano. Juega de delantero y actualmente juega en el Bogotá Fútbol Club de la Categoría Primera B.

## Clubes
| Club               | País     | Año             | Part | Goles |
| ------------------ | -------- | --------------- | ---- | ----- |
| Alianza Petrolera  | Colombia | 2014 - 2015     | 17   | 1     |
| Bogotá Fútbol Club | Colombia | 2017 - Presente | 0    | 0     |